# 馬汀·克魯斯
馬汀·克魯斯（英語：Martin Crewes；1968年1月1日—），是一位在英國出生的澳大利亞男演員，同時也兼具喜劇演員和歌手，因出演電影2002年的《惡靈古堡》中之飾演卡普蘭角色而眾人所知。此外，他還是同演員傑森·克魯斯的哥哥。

## 生平
克魯斯出生於倫敦 , 10歲時就移居至澳大利亞，參加表演藝術，他的父親大衛克魯斯在紐西蘭出生，也是一位演員，在英國和澳洲都有參與演出，他的妹妹艾曼達克魯斯也是一位女演員，和馬汀克魯斯畢業於同一所學校，他的母親伊麗莎白克魯斯和阿姨瑪麗安克魯斯也都是演員，另外，他還有一個弟弟傑森克魯斯，他的母親於2002年1月過世，瑪麗安克魯斯同時也是一位電視劇的演員，他在許多的澳洲電視節目裡都有現身過。在1995年的時候，瑪麗安克魯斯來到了南太平洋的國家泰國清邁，他在當地的第四台戲劇音樂節目中演出一角。在1997年時，他搬到英國去，並且在那工作，克魯斯在英國因一部熱門的電視劇"Dream Team"而開始走紅.參與的演出多半都是小螢幕、電視及電影作品，他在珀斯的西澳表演藝術學院上著名著畢業生包括休·傑克曼，麗莎·麥丘恩和弗朗西絲·奧康納。自從他畢業後，克魯斯已經參加了許多舞台劇和音樂作品，無論是在澳大利亞和國際上，他並且還出現在各種電視和電影在澳大利亞舞台，成為電視和電影演員。

## 電影
- Stockholm （页面存档备份，存于），2015年
- Sins of the Father （页面存档备份，存于），2015年
- Notes ，2014年
- 恐怖診所 （页面存档备份，存于），2013年
- Heartbeat （页面存档备份，存于），2007年
- 生死格鬥 (電影)，2006年
- 惡靈古堡

## 外部連結
- 馬汀·克魯斯在互联网电影资料库（IMDb）上的資料（英文）
- 馬汀·克魯斯的X（前Twitter）
- 馬汀·克魯斯 （页面存档备份，存于）TV.com
- 馬汀·克魯斯 （页面存档备份，存于）Instagram專頁